# Nonyma leleupi
Nonyma leleupi är en skalbaggsart som beskrevs av Stefan von Breuning 1956. Nonyma leleupi ingår i släktet Nonyma och familjen långhorningar. Inga underarter finns listade i Catalogue of Life.